# Вербери
Вербери́ (фр. Verberie) — коммуна на севере Франции, регион О-де-Франс, департамент Уаза, округ Санлис, кантон Крепи-ан-Валуа. Расположена в 53 км к востоку от Бове и в 60 км к северо-востоку от Парижа, в 3 км от автомагистрали А1 "Север", на левом берегу реки Уаза.
Население (2018) — 3 823 человека.

## Название
Основан в галльскую эпоху. В 741 году город звался Verimbrea; в 919 году — Vermeria; позже Wurembria и Verberiacum.

## История

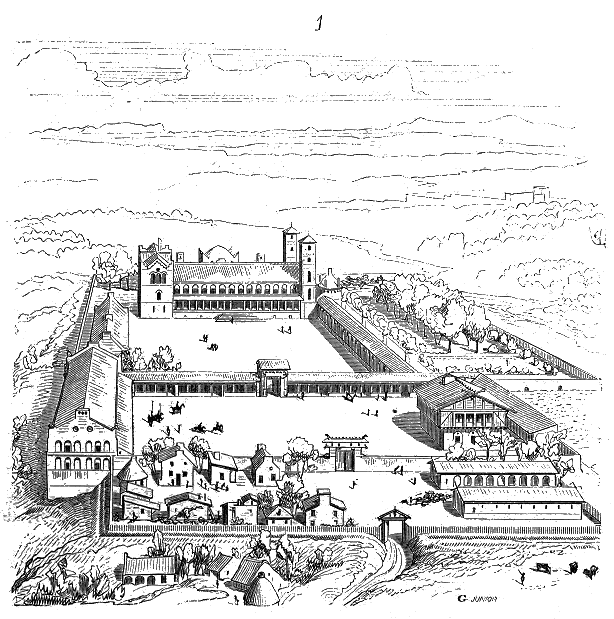
Дворец Каролингов в Вербери

Этот небольшой город играл когда-то очень важную роль, был намного обширнее, имел хорошую пристань, три моста через Уазу и дворец франкских королей, часто упоминаемый в договорах первых двух правящих династий во Франции; в нём скончался Карл Мартелл.
Пипин Короткий созывал в городе соборы; Карл Великий любил дворец и расширил его пристройками. Ещё в XVI веке существовала часовня Карла Великого (Chapelle de Charlemagne). В 853 году Карл Лысый созывал в город собор, известный под именем Суассонского, осудивший номинализм; а в 856 году праздновал бракосочетание своей дочери Юдифы с королём Западного саксонского королевства Этельвульфом. Норманны разграбили дворец; его восстановили, и Роберт, наследовавший Гуго Капету, родоначальнику третьего правящего дома, жил в нём в разное время своего правления.
В XII веке наваррцы и англичане сожгли дворец. Карл V пытался его восстановить, но войны XV и XVI столетий довершили его разрушение.

## Достопримечательности
- Церковь Святого Петра XV-XVI веков в романском стиле
- Шато д'Арамон
- Поместье Сен-Жермен в окрестностях города
- Дом прево XVI века - ныне здание мэрии

## Экономика
Структура занятости населения:
- сельское хозяйство — 0,2 %
- промышленность — 16,6 %
- строительство — 4,9 %
- торговля, транспорт и сфера услуг — 59,2 %
- государственные и муниципальные службы — 19,1 %

Уровень безработицы (2017) — 13,5 % (Франция в целом — 13,4 %, департамент Уаза — 13,8 %). 

Среднегодовой доход на 1 человека, евро (2018) — 22 360 (Франция в целом — 21 730, департамент Уаза — 22 150).

## Демография
Динамика численности населения, чел.

## Администрация
Пост мэра Вербери с 2014 года занимает Мишель Арну (Michel Arnould). На муниципальных выборах 2020 года возглавляемый им центристский список одержал победу в 1-м туре, получив 53,41 % голосов.
| Период | Период | Фамилия      | Партия                    | Примечания                            |
| ------ | ------ | ------------ | ------------------------- | ------------------------------------- |
| 1955   | 1975   | Пьер Фирмен  |                           | член Генерального совета департамента |
| 1975   | 1983   | Эдгар Флури  |                           | член Генерального совета департамента |
| 1983   | 1995   | Ив Пенжо     |                           |                                       |
| 1995   | 2014   | Патрик Флури | Союз за народное движение | физиотерапевт                         |
| 2014   |        | Мишель Арну  |                           |                                       |

## Города-побратимы
- Рейн, Великобритания

## Знаменитые уроженцы
- Жюльетта Адам (1836-1936), писательница

## Галерея

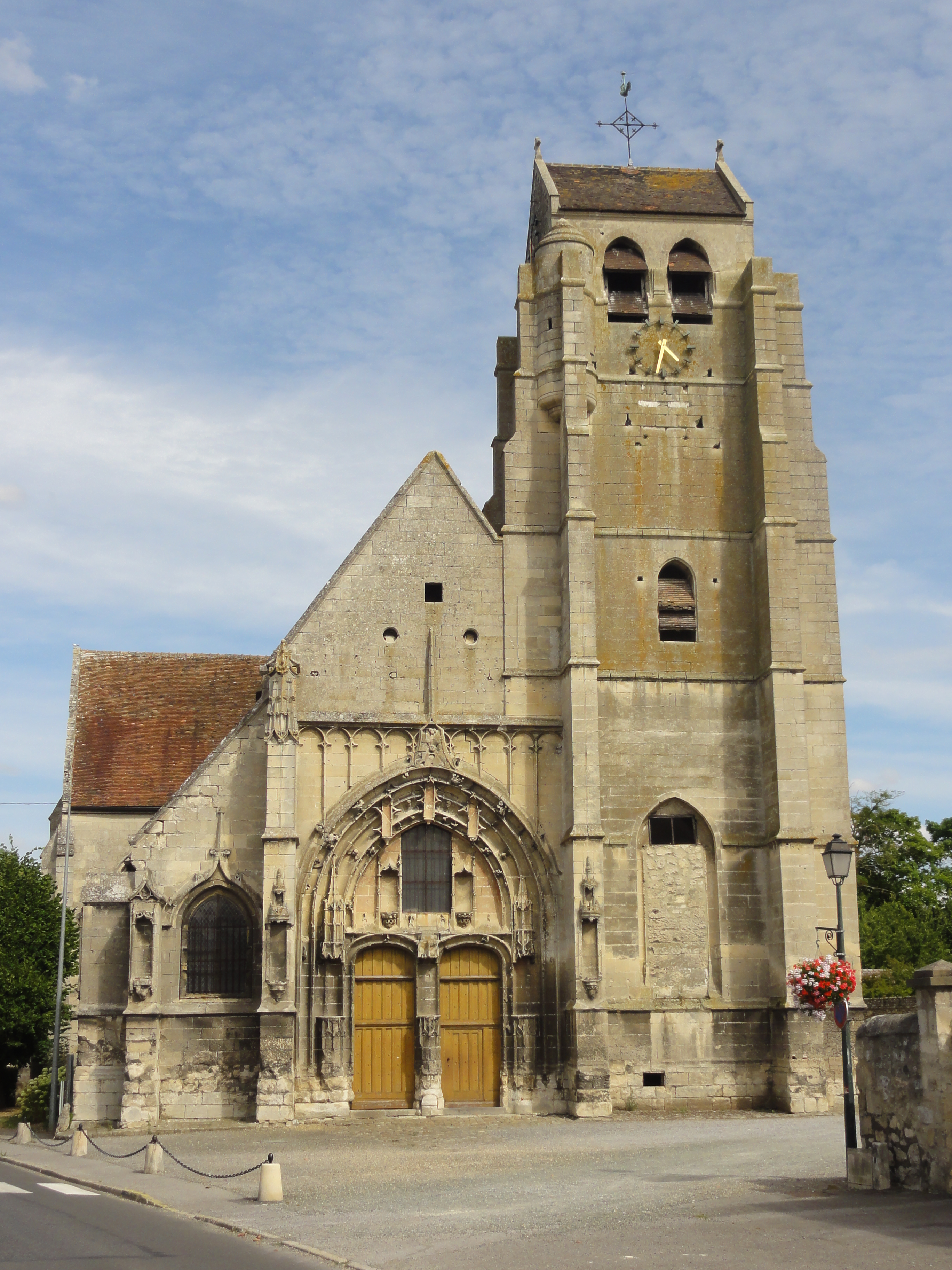
Церковь Святого Петра
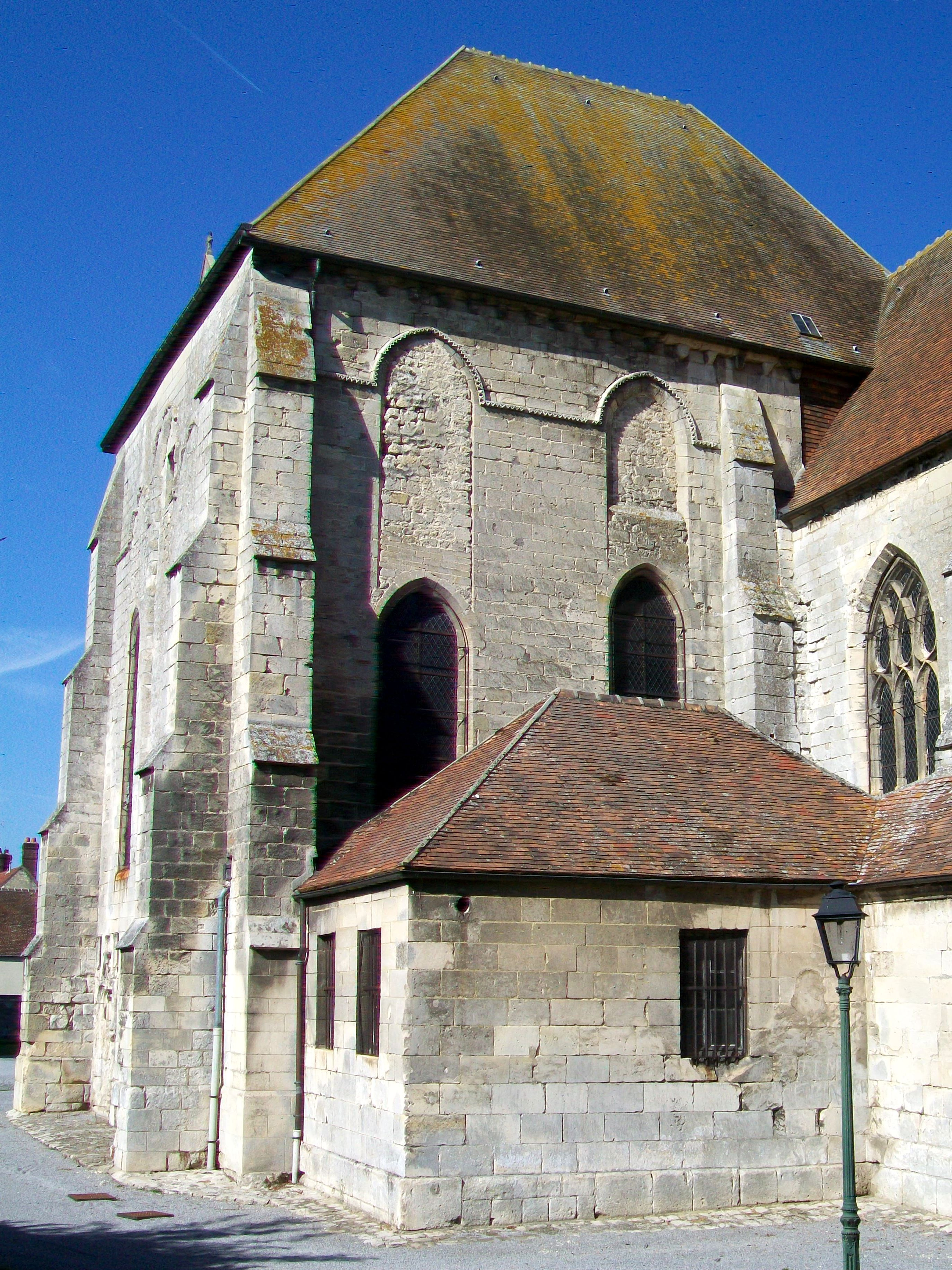
Старинная часовня
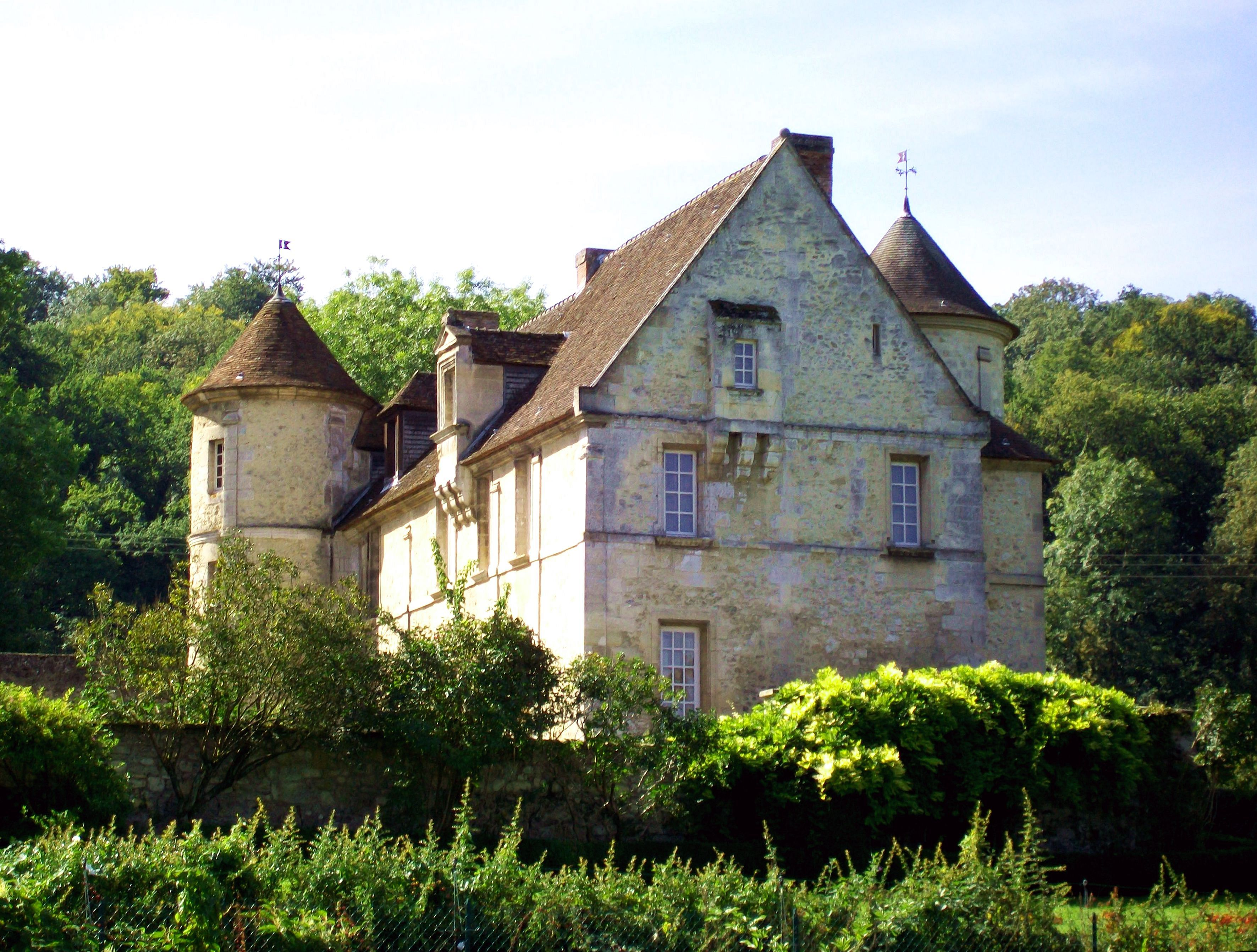
Поместье Сен-Жермен
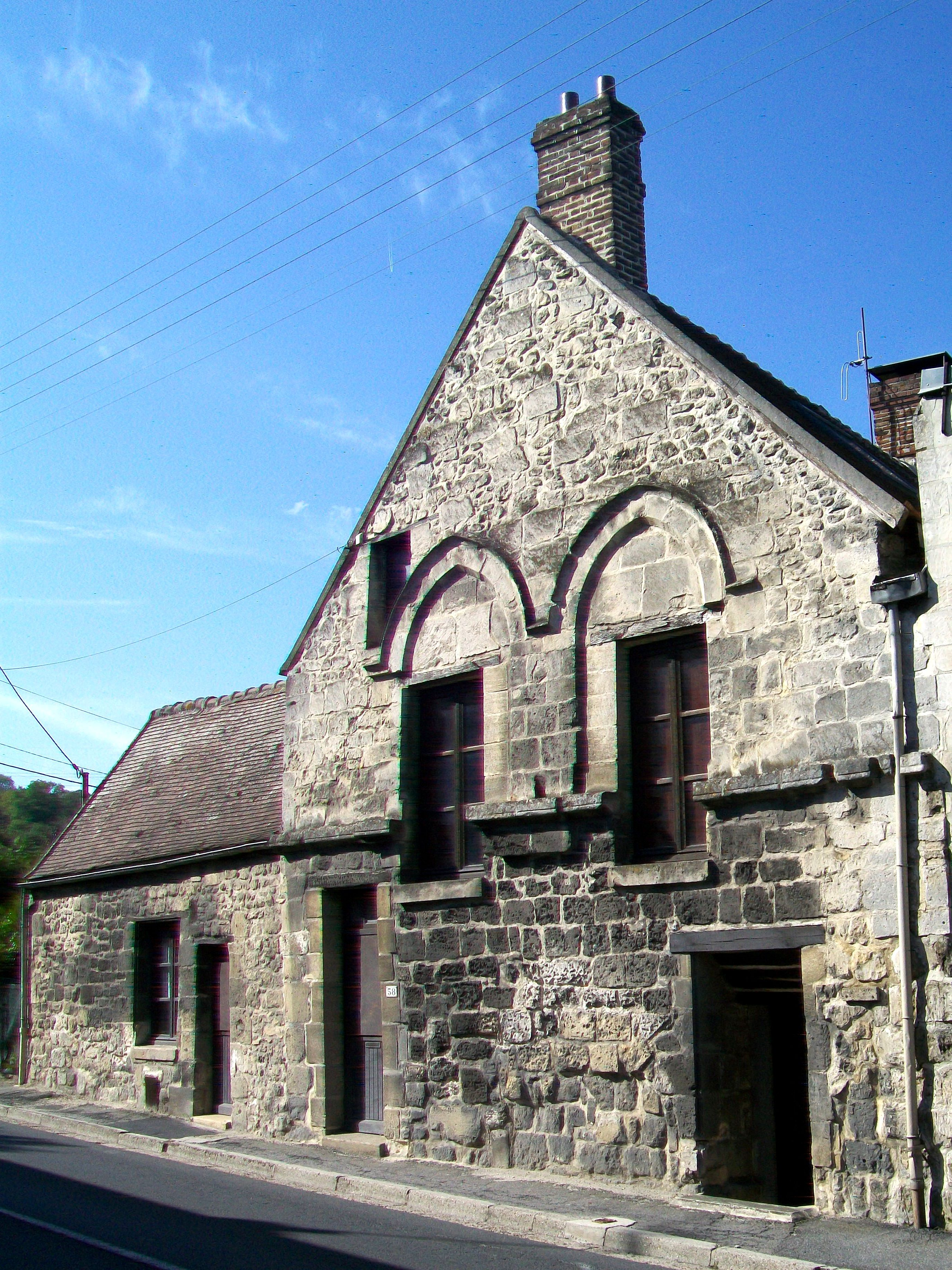
Le Petit-Cappy - жилой дом XIV века
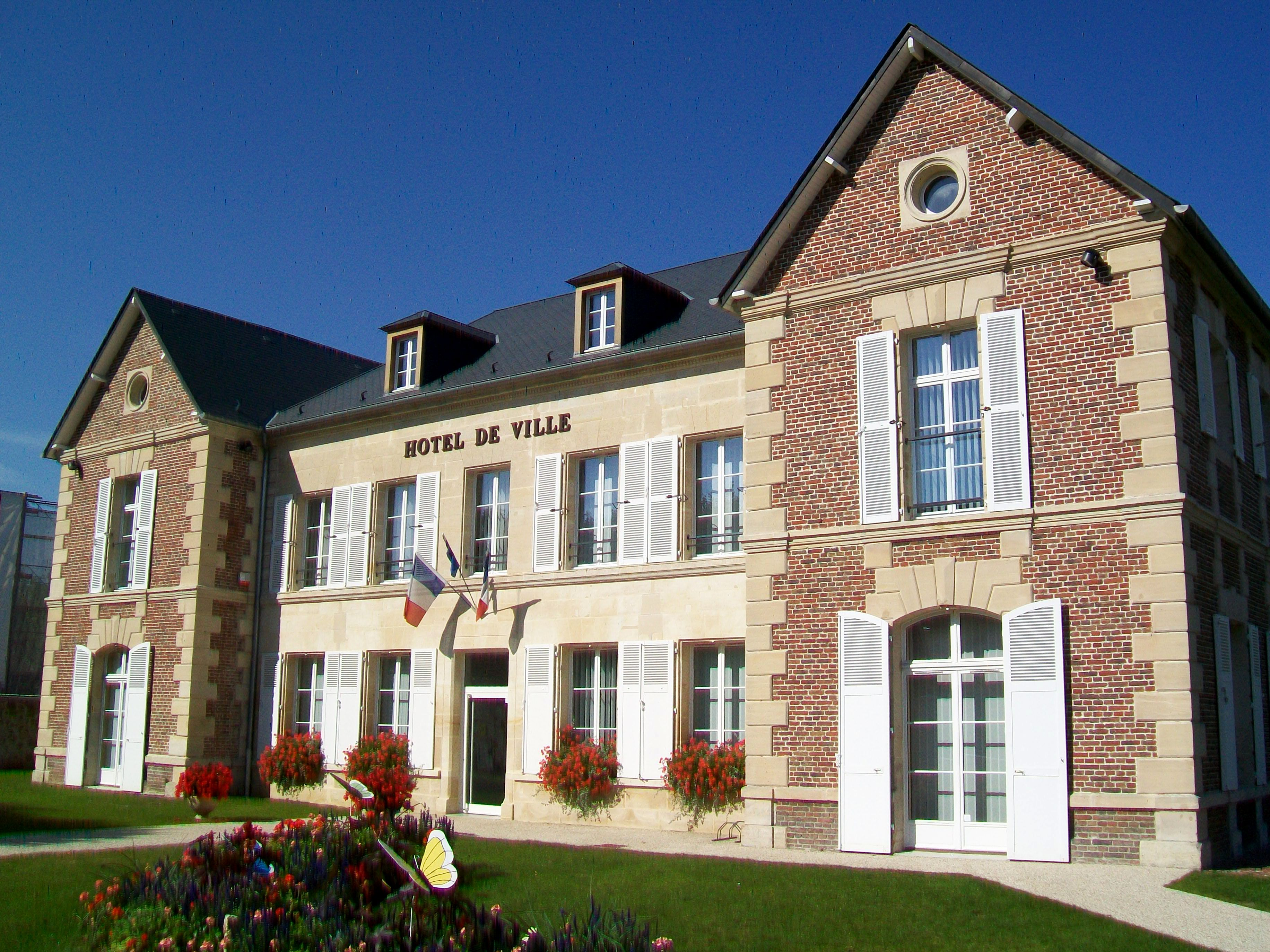
Здание мэрии, бывший дом прево

1. 1 2  база данных о французских коммунах — Национальный географический институт Франции, 2015.